# Yves Delage
Yves Delage (ur. 13 maja 1854 w Awinionie, zm. 7 października 1920 w Sceaux) – francuski zoolog, od 1886 profesor anatomii porównawczej Uniwersytetu w Paryżu, znany z prac o bezkręgowcach. Odkrył również funkcję kanałów półkolistych w uchu wewnętrznym.
W 1900 otrzymał doktorat honoris causa Uniwersytetu Jagiellońskiego.
W 1916 otrzymał Medal Darwina „ze względu na jego badania w dziedzinie zoologii i biologii”.
Zasłynął również z mowy na temat Całunu Turyńskiego. Delage, znany jako agnostyk i antyklerykał, oszacował w 1902 prawdopodobieństwo tego, że Całun nie pochodził od ciała Chrystusa na 1 do 10 mld. Powiedział, że szczegóły anatomiczne postaci jak i ślady ran na płótnie są z punktu widzenia medycyny zbyt dokładne, by mogły być dziełem malarza.